# Markus Moser (Skibobfahrer)
Markus Moser (* 14. April 1969) ist ein ehemaliger österreichischer Skibobfahrer. Mit 37 Weltmeistertiteln und 65 Weltcupsiegen, die er in einem Zeitraum von mehr als zwei Jahrzehnten errang, ist er der erfolgreichste Athlet in der Geschichte der nichtolympischen Sportart. Außerdem gewann er zwischen 1990 und 2005 sechsmal den Skibob-Gesamtweltcup.

## Biografie
Markus Moser besaß bereits im Alter von fünf Jahren ein kleines Motorrad und kam als begeisterter Motocross- und Skifahrer schließlich zum Skibobsport. 1986 wechselte er erstmals vom Skibobclub (SBC) Hallein zum Polizeisportverein (PSV) Salzburg, wo er mit Athleten wie Paul Daxer, Willi Dimmer und den Schwestern Kerstin und Petra Mörtenhuemer in den folgenden Jahren für zahlreiche nationale und internationale Erfolge sorgte.
Nachdem er auf Salzburger Landesebene sowie im österreichischen und internationalen Jugendbereich bereits mehrere Titel gewonnen hatte, kürte sich Moser 1988 in Dorfgastein im Slalom erstmals zum Weltmeister in der allgemeinen Klasse. Im Winter 1989/90 sicherte er sich erstmals den Gewinn des Skibob-Gesamtweltcups und gewann bei den Weltmeisterschaften in Seefeld das Technik-Doppel aus Riesenslalom und Slalom. Zwei Jahre später holte er bei den Weltmeisterschaften in Zell am See fünf von fünf möglichen Medaillen und – erstmals in seiner Karriere – vier davon in Gold. Lediglich im Super-G musste er sich mit der Bronzemedaille begnügen. 1991/92 und 1992/93 gewann er zum zweiten bzw. dritten Mal den Skibob-Gesamtweltcup. Zudem übertraf er in Špindlerův Mlýn mit seinem neunten und zehnten Weltmeistertitel den bisherigen WM-Rekordhalter Walter Kroneisl. Ein Jahr danach holte er am Hoch-Ybrig im Super-G den letzten ihm noch fehlenden Weltmeistertitel. 1996 gewann er in Villach zum zweiten Mal in seiner Karriere vier WM-Goldmedaillen. Einzig im Riesenslalom blieb er hinter den Medaillenrängen zurück.
In den folgenden Jahren sammelte Moser weitere Weltmeistertitel und vollzog 2001 einen Vereinswechsel zurück zum SBC Hallein. Im Winter 2002/03 gewann er zum vierten Mal – und erstmals nach zehn Jahren wieder – den Gesamtweltcup. 2004 gelang ihm in Gosau zum dritten Mal der Gewinn von vier WM-Goldmedaillen. Mit den Titeln 26 bis 28 übertraf er den bisherigen Rekord der Tschechin Irena Francová. Seinen Sieg im Gesamtweltcup konnte er noch zweimal verteidigen, zuletzt in der Saison 2004/05, als er acht von 13 Rennen für sich entschied. Nachdem er zum PSV Salzburg zurückgekehrt war, errang er im Rahmen der Weltmeisterschaften 2010 in Kirchberg zum vierten Mal in seiner Laufbahn vier Goldmedaillen. Seine letzten beiden Weltmeistertitel, Slalom und Kombinationswertung, holte er 2011 in Nauders. In österreichischen Medien wurde er mit seinen 37 Titeln zeitweise als „Rekordweltmeister über alle Sportarten hinweg“ bezeichnet. Lediglich der Windsurfer Bjørn Dunkerbeck könne eine ähnliche Zahl an Weltmeistertiteln vorweisen. Eine Saison nach seinen letzten beiden Weltcupsiegen gewann er in Bad Hofgastein mit Riesenslalom- und Slalom-Silber die letzten zwei von insgesamt 53 WM-Medaillen. Im Anschluss an die Weltmeisterschaften gab Moser Anfang März 2013 im Alter von 43 Jahren seinen Rücktritt vom Leitungssport bekannt. Während seiner über 30-jährigen Laufbahn hatte sich „Big Mac“, so sein Spitzname, mehr als 20 Operationen, vor allem an Knien und Sprunggelenken, unterziehen müssen.
Markus Moser lebt in Eugendorf und arbeitet als Steinmetz. Bis 2023 war er als ÖSBV-Nationaltrainer tätig. Sein Sohn Michael ist für den ASVÖ SBC Salzburg ebenfalls als Skibobfahrer aktiv und mehrfacher österreichischer Meister und Juniorenweltmeister.

## Erfolge

### Weltmeisterschaften
- 37 Goldmedaillen (5 Abfahrt, 5 Super-G, 7 Riesenslalom, 11 Slalom, 9 Kombination)
- 12 Silbermedaillen (1 Abfahrt, 5 Riesenslalom, 4 Slalom, 2 Kombination)
- 4 Bronzemedaillen (1 Abfahrt, 1 Super-G, 1 Riesenslalom, 1 Kombination)

...
- Gosau 2004: 1. Super-G, 1. Riesenslalom, 1. Slalom, 1. Kombination
- Grächen 2006: 1. Abfahrt, 2. Slalom, 2. Kombination, 6. Abfahrt, 6. Riesenslalom
- Aigen im Mühlkreis 2007: 1. Slalom, 1. Kombination, 2. Abfahrt, 4. Super-G, 5. Riesenslalom
- Kirchberg in Tirol 2010: 1. Super-G, 1. Riesenslalom, 1. Slalom, 1. Kombination
- Nauders 2011: 1. Slalom, 1. Kombination, 2. Riesenslalom, 7. Super-G
- Aigen im Mühlkreis/Deštné v Orlických horách 2012: 4. Slalom, 5. Super-G
- Bad Hofgastein 2013: 2. Riesenslalom, 2. Slalom

### Weltcup-Platzierungen
| Saison      | Platz         | Punkte        |
| ----------- | ------------- | ------------- |
| bis 2001/02 | 3 Gesamtsiege | 3 Gesamtsiege |
| 2002/03     | 1.            | 175           |
| 2003/04     | 1.            | 156           |
| 2004/05     | 1.            | 277           |
| 2005/06     | 3.            | 151           |
| 2006/07     | 7.            | 62            |
| 2007/08     | 2.            | 178           |
| 2008/09     | 4.            | 120           |
| 2009/10     | 5.            | 91            |
| 2010/11     | 6.            | 119           |
| 2011/12     | 3.            | 97            |
| 2012/13     | 11.           | 54            |

### Weltcupsiege
Moser errang insgesamt 65 Weltcupsiege, davon ab der Saison 2004/05:
| Datum             | Ort                         | Land       | Disziplin             |
| ----------------- | --------------------------- | ---------- | --------------------- |
| 17. Dezember 2004 | Ischgl                      | Österreich | Riesenslalom          |
| 18. Dezember 2004 | Ischgl                      | Österreich | Riesenslalom (Sprint) |
| 8. Jänner 2005    | Lungötz                     | Österreich | Slalom                |
| 22. Jänner 2005   | Jablonec nad Jizerou        | Tschechien | Riesenslalom          |
| 23. Jänner 2005   | Jablonec nad Jizerou        | Tschechien | Riesenslalom          |
| 4. Februar 2005   | Deštné v Orlických horách   | Tschechien | Slalom                |
| 25. Februar 2005  | Pernitz                     | Österreich | Riesenslalom          |
| 26. Februar 2005  | Pernitz                     | Österreich | Super-G               |
| 24. Februar 2006  | Deštné                      | Tschechien | Slalom                |
| 17. März 2006     | Westendorf                  | Österreich | Riesenslalom          |
| 15. Dezember 2007 | Maria Alm                   | Österreich | Riesenslalom          |
| 25. Jänner 2008   | Kirchberg in Tirol          | Österreich | Slalom                |
| 8. März 2008      | Aigen im Mühlkreis          | Österreich | Slalom                |
| 30. Jänner 2009   | Kirchberg in Tirol          | Österreich | Riesenslalom          |
| 31. Jänner 2009   | Kirchberg in Tirol          | Österreich | Super-G               |
| 13. März 2010     | Aigen im Mühlkreis          | Österreich | Slalom                |
| 5. Februar 2011   | Lackenhof                   | Österreich | Slalom                |
| 11. Februar 2011  | Nauders                     | Österreich | Slalom (WM)           |
| 14. Jänner 2012   | Neukirchen am Großvenediger | Österreich | Slalom                |
| 15. Jänner 2012   | Neukirchen am Großvenediger | Österreich | Riesenslalom          |

### Weitere Erfolge
- mehrere österreichische Staatsmeistertitel in allen Disziplinen
- mehrere Salzburger Landesmeistertitel in allen Disziplinen